# Discografia de George Ezra
A discografia de George Ezra, cantor-compositor britânico, é consistida de um álbum de estúdio lançado, dois EPs, seis singles e seis vídeos musicais. Depois de lançar Did You Hear the Rain? em outubro de 2013 e Cassy O' em março de 2014, Ezra obteve destaque com o lançamento do seu hit "Budapest", que alcançou o top dez em vários países ao redor do mundo, atingindo número um na Nova Zelândia, na República Tcheca e Áustria.  
O seu álbum de estúdio estreante Wanted on Voyage, lançado a 30 de junho de 2014, alcançou o número um no Reino Unido e no top dez  em sete outros países, incluindo a Austrália. O álbum também chegou ao número 19 na Billboard 200  nos Estados Unidos. Foi também o terceiro álbum mais vendido de 2014 no Reino Unido. Ezra lançou seis singles': "Did You Hear the Rain?", "Budapest", "Cassy O'", "Blame It on Me", "Listen to the Man" e "Barcelona".

## Álbuns de estúdio
| Título              | Detalhes do Álbum                                                                       | Melhor posição nas tabelas musicais | Melhor posição nas tabelas musicais | Melhor posição nas tabelas musicais | Melhor posição nas tabelas musicais | Melhor posição nas tabelas musicais | Melhor posição nas tabelas musicais | Melhor posição nas tabelas musicais | Melhor posição nas tabelas musicais | Melhor posição nas tabelas musicais | Melhor posição nas tabelas musicais | Melhor posição nas tabelas musicais | Vendas        | Certificações                                                                           |
| Título              | Detalhes do Álbum                                                                       | UK                                  | AUS                                 | AUT                                 | BEL                                 | CAN                                 | FRA                                 | GER                                 | IRE                                 | NZ                                  | SWI                                 | US                                  | Vendas        | Certificações                                                                           |
| ------------------- | --------------------------------------------------------------------------------------- | ----------------------------------- | ----------------------------------- | ----------------------------------- | ----------------------------------- | ----------------------------------- | ----------------------------------- | ----------------------------------- | ----------------------------------- | ----------------------------------- | ----------------------------------- | ----------------------------------- | ------------- | --------------------------------------------------------------------------------------- |
| Wanted on Voyage    | - Lançamento: 30 de junho de 2014 - Gravadora: Columbia - Formato: CD, Download digital | 1                                   | 4                                   | 9                                   | 13                                  | 19                                  | 6                                   | 8                                   | 5                                   | 4                                   | 6                                   | 19                                  | - : 1,414,800 | - RN : 4× Platina - AUS : Platina - FRA : Ouro - GER : Ouro - NZ : Platina - SWI : Ouro |
| Staying at Tamara's | - Lançamento: 23 de março de 2018 - Gravadora: Columbia - Formato: CD, Download digital | 1                                   | 7                                   | 6                                   | 19                                  | 22                                  | 40                                  | 10                                  | 2                                   | 7                                   | 6                                   | 68                                  | - : 1,041,250 | - RN : 3× Platina - AUS : Ouro - GER : Ouro - NZ : Platina                              |

## Extended plays
| Título                 | Detalhes                                                                                              |
| ---------------------- | --- |
| Did You Hear the Rain? | - Lançamento: 25 de outubro de 2013 - Gravadora: Sony Music Entertainment - Formato: Download digital |
| Cassy O'               | - Lançamento: 7 de março de 2014 - Gravadora: Sony Music Entertainment - Formato: Download digital    |

## Singles

### Como artista principal
| "Did You Hear the Rain?"                                | 2013 | —  | —  | 72 | —  | —  | 169 | —  | 89 | — | —  | | Wanted on Voyage |
| "Budapest"                                              | 2013 | 3  | 5  | 1  | 7  | 24 | 4   | 3  | 4  | 1 | 32 | - : Platina - : 3× Platina - : Ouro - : Ouro - : Platina - : Platina - NZ: 2× Platina - : Ouro - : Platina | Wanted on Voyage |
| "Cassy O'"                                              | 2014 | 70 | —  | —  | 53 | —  | —   | —  | —  | — | —  | | Wanted on Voyage |
| "Blame It on Me"                                        | 2014 | 6  | 10 | 11 | 56 | —  | —   | 27 | 17 | 8 | —  | - : Platina - : Platina - NZ: Ouro                                                                         | Wanted on Voyage |
| "Listen to the Man"                                     | 2014 | 41 | —  | —  | 60 | —  | —   | —  | 83 | — | —  | | Wanted on Voyage |
| "Barcelona"                                             | 2015 | —  | —  | —  | —  | —  | —   | —  | —  | — | —  | | Wanted on Voyage |
| "—" indica que não entrou na tabela musical deste país. |      |    |    |    |    |    |     |    |    |   |    | |                  |

### Outras canções
| Título                 | Ano  | Posições nas tabelas musicais | Álbum            |
| Título                 | Ano  | UK                            | Álbum            |
| ---------------------- | ---- | ----------------------------- | ---------------- |
| "Leaving It Up to You" | 2014 | 95                            | Wanted on Voyage |

## Vídeos musicais
| Título                   | Ano  | Diretor (es)  |
| ------------------------ | ---- | ------------- |
| "Did You Hear the Rain?" | 2013 | Ned Miles     |
| "Budapest"               | 2013 | Rob Brandon   |
| "Cassy O'"               | 2014 | Rob Brandon   |
| "Blame It on Me"         | 2014 | Roger Guàrdia |
| "Listen to the Man"      | 2014 | Rob Brandon   |
| "Barcelona"              | 2015 |               |
| "Leaving It Up to You"   | 2015 |               |